# Programa Viking
El programa Viking és un conjunt de dues missions no tripulades de la NASA per a l'exploració del planeta Mart, conegudes com a Viking 1 i Viking 2. Cada missió consistia en una sonda orbital, dissenyada per fotografiar la superfície marciana des de l'òrbita i actuar com a repetidor de comunicacions entre la Terra i la sonda de superfície que havia d'aterrar al planeta. Va ser la missió més cara i ambiciosa mai enviada a Mart. Obtingué uns grans resultats científics i va aportar la majoria de la informació sobre Mart de la qual es disposava fins al final de la dècada de 1990. El programa Viking va sorgir a partir del programa Voyager cap a Mart, un esforç més ambiciós i cronològicament anterior al Viking, que no estava relacionat amb el reeixit programa Voyager de sondes espacials als planetes exteriors.
La Viking 1 es va llançar el 20 d'agost de 1975 i la Viking 2 el 9 de setembre del mateix any, ambdues a bord d'un coet Titan III-i. Cada nau consistia en una secció destinada a orbitar el planeta i una altra pensada per aterrar. Després que orbités el planeta i obtenir imatges usades per seleccionar un lloc d'aterratge adequat, les dues seccions de la sonda se separaven i la secció d'aterratge ingressava en l'atmosfera de Mart, aterrant suaument al lloc seleccionat.
Els orbitadors continuaven fotografiant i duent a terme altres operacions científiques, mentre les seccions de superfície desplegaven instrumental científic a la superfície. El vehicle (compost d'ambdues parts) completament carregada de combustible, tenia una massa de 3.527 kg. Després de la separació i aterratge, la massa de l'orbitador era de 900 kg i la de la sonda de superfície de 600 kg.
L'anàlisi bioquímic de l'atmosfera i matèria de la superfície va estar realitzat a càrrec del bioquímic Joan Oró, el qual ja havia participat anteriorment amb la NASA.

## Sonda Orbital:Viking Orbiter
L'orbitador es basava en la nau Mariner 9. Era un octàgon d'uns 2,5 m de diàmetre, amb una massa, al moment del llançament, d'uns 2.500 kg, dels quals 1.445 kg eren combustible i gas (per controlar l'altitud de la sonda una vegada en Mart). Els objectius principals dels orbitadors Viking van ser:
- El transport de la sonda d'aterratge (VL-1 i VL-2).
- Fotografiar la superfície de Mart com a mapa del planeta.
- Dur a terme una missió de reconeixement per situar i certificar possibles àrees d'aterratge.
- Actuar com un intermediari de comunicacions pels Viking Lander.
- Detectar eventuals modificacions del medi ambient marcià.

Les vuit cares de l'estructura anular (això és, amb forma d'anell) tenien una altura de 0,4572 m, i tenien una amplada de 1.397 mm i 508 mm, alternativament. L'altura total de la sonda era de 3,29 m. Hi havia 16 components modulars, 3 en cadascuna de les 4 cares més llargues, i 1 en cada cara curta.

### Calendari de la missió orbital

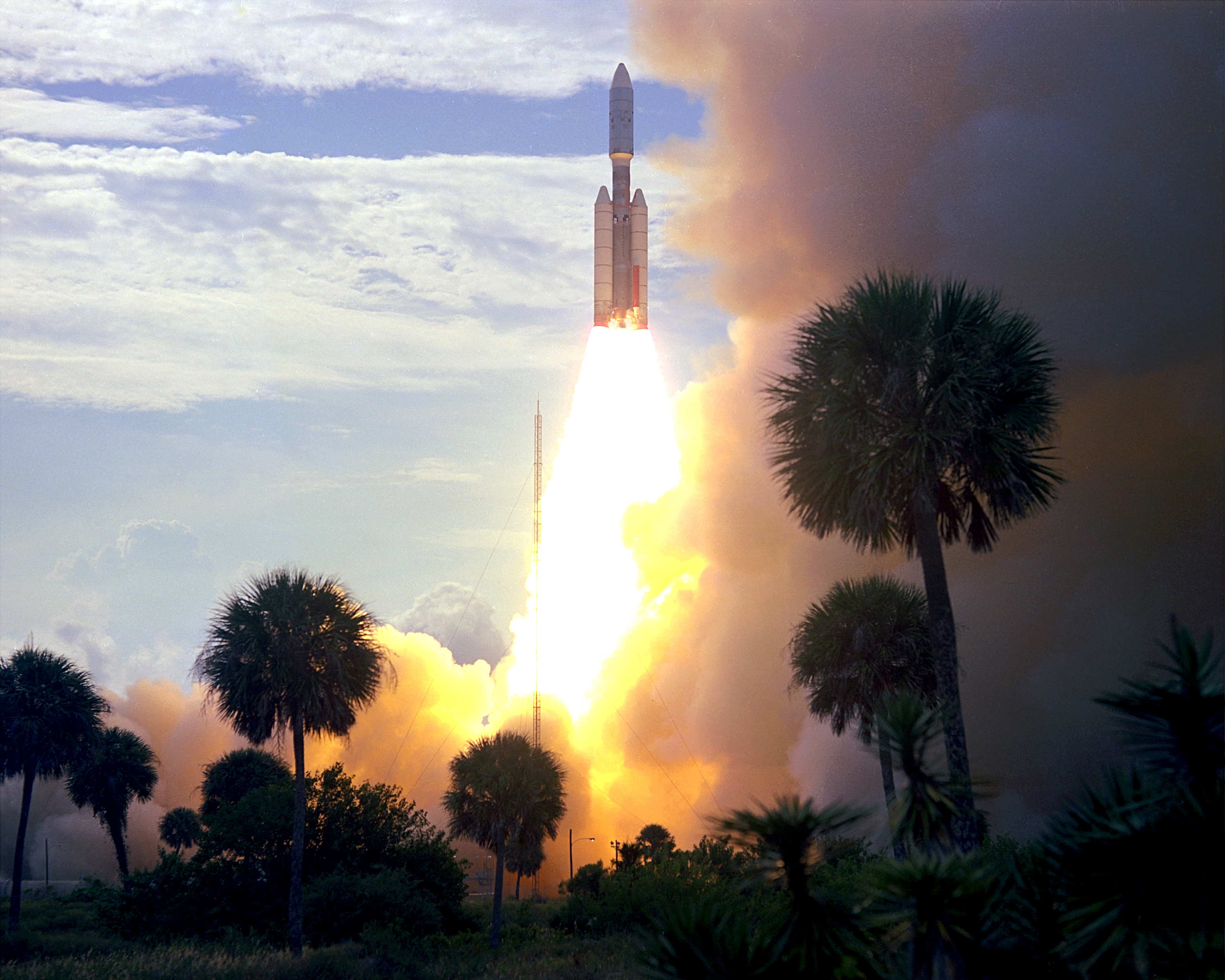
Llançament del Titan III amb la Viking I a bord.

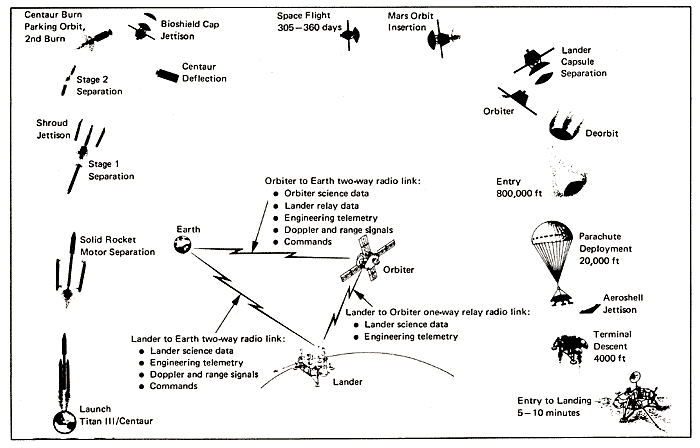
Perfil d'una missió Viking: 1. Llançament; 2. Òrbita de transferència interplanetària cap a Mart (durada 305-360 dies); 3. Inserció en òrbita marciana; 4. Separació de l'orbitador i mòdul de descens (3.000 km d'altitud); 4. Desorbitació; 5. Frenada atmosfèrica (250 km d'altitud, 14.000 km/h); 6. Desplegament del paracaigudes (6,4 km d'altitud, 1.600 km/h); 7. Ejecció de l'escut tèrmic i desplegament de les potes d'aterratge (5,7 km d'altitud); 8. Ejecció del mòdul de descens i retropropulsió (1,2 km d'altitud, 250 km/h); 7. Aterratge sobre la superfície (2,5 km/h).

Viking Orbiter I
| Data      | Òrbita | Operacions                                                             |
| --------- | ------ | ---------------------------------------------------------------------- |
| 20/8/1975 | -      | Llançament del conjunt VO-VL                                           |
| 19/6/1976 | 0      | Posada en òrbita el·líptica sincrònica                                 |
| 20/7/1976 | 92     | Aterratge de la VL-1 a Mart                                            |
| 12/2/1977 | 235    | Sincronització de l'òrbita amb el període de Fobos (distància: 100 km) |
| 24/3/1977 | 263    | Reducció del periastre a 297 km                                        |
| 20/7/1979 | 1120   | Augment del periastre a 357 km                                         |
| 7/8/1980  | 1485   | Fi del funcionament controlat des de la Terra                          |

Viking Orbiter II
| Data       | Òrbita | Operacions                                                             |
| ---------- | ------ | ---------------------------------------------------------------------- |
| 9/9/1975   | -      | Llançament del conjunt VO-VL                                           |
| 7/8/1976   | 0      | Posada en òrbita el·líptica sincrònica                                 |
| 3/9/1976   | 25     | Aterratge de la VL-2 a Mart                                            |
| 20/12/1976 | 123    | Reducció del periastre a 789,2 km                                      |
| 9/10/1977  | 418    | Sincronització de l'òrbita amb el període de Deimos (distància: 22 km) |
| 23/10/1977 | 432    | Augment del periastre a 290 km                                         |
| 25/7/1978  | 706    | Fi del funcionament per esgotament de les bateries                     |

### Sistema de propulsió i maniobra orbital
La unitat de propulsió estava col·locada sobre la centraleta elèctrica de l'orbitador. La propulsió s'aconseguia a través d'un motor coet de combustible hipergòlic, que era alimentat gràcies un sistema bipropel·lent, amb monometilhidrazina (CH₃N₂H₃) com a combustible i tetraòxid de dinitrògen (N₂O₄) com a oxidant.
El motor era capaç de proveir una embranzida de 1.323 N, la qual cosa significava un canvi de velocitat (Delta-v) de 1.480 m/s. El control d'actitud o d'orientació s'aconseguia per 12 petits micropropulsors de nitrogen comprimit. Un sensor solar, un sensor solar de creuer, un navegador estel·lar i una unitat de referència inercial amb 6 giroscopis permetia l'estabilització en 3 direccions. A més, la sonda disposava de micropropulsors de control d'actitud situats al final dels panells solars. Dos acceleròmetres també estaven a bord.

### Sistema d'alimentació
Les Viking Orbiter disposaven de quatre "ales" solars que s'estenien des de l'eix de l'orbitador. L'envergadura d'aquestes "ales" era de 9,75 m. La nau obtenia energia a través de 8 panells solars d'1,57 m x 1,23 m, situant dues en cada ala. Els panells solars, amb una superfície total d'uns 15 m², tenien un total de 34.800 cèl·lules solars, que produïen 620 W d'energia en òrbita marciana. L'energia s'emmagatzemava en dues bateries elèctriques de níquel i cadmi amb una capacitat de 30 Ah (108 kC).

### Comunicacions
Les comunicacions s'aconseguien amb un transmissor de 20 W de banda S (2.295 MHz) i dues TWTAs de 20 W. Un receptor de banda X (8.415 MHz) va ser col·locat per dur a terme experiments de comunicacions.
La sonda tenia una antena parabòlica d'alt guany maniobrable en dos sentits amb un diàmetre d'1,5 m col·locada en la vora de la base de l'orbitador. Dos gravadors de cinta eren capaces d'emmagatzemar 1.280 Mbit d'informació. També disposava d'una ràdio UHF de 381 MHz.

### Instruments científics

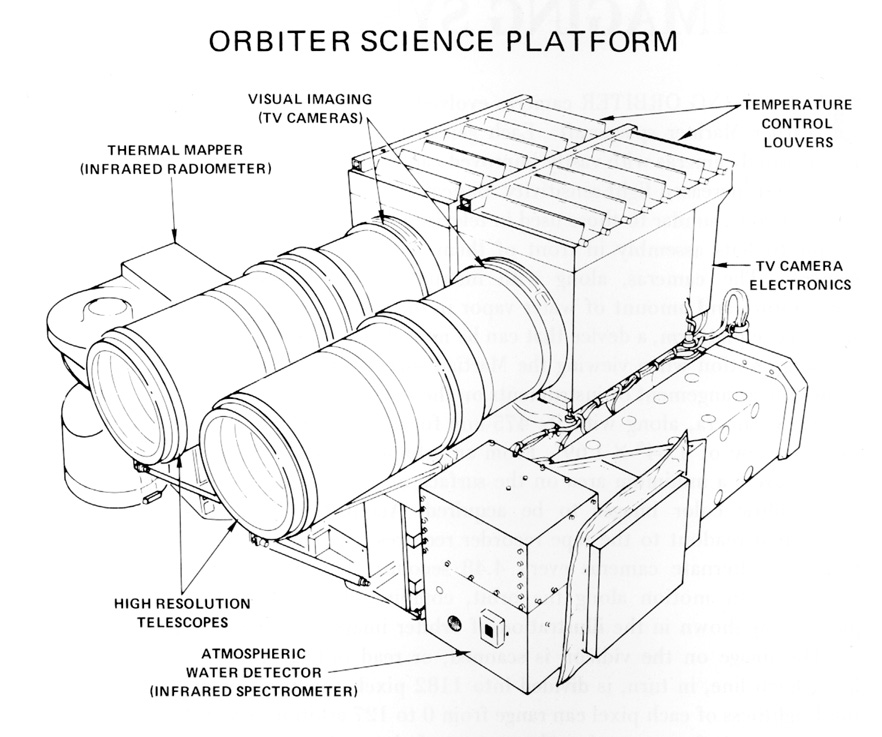
Aquesta era la plataforma on se situaven el VIS, IRTM i MAWD en les Viking Orbiter.

La sonda orbital portava tres instruments científics per dur a terme els experiments previstos; un sistema d'imatges (Visual Imaging System, VIS), cartografia infraroja (Infra-Red Thermal Mapper, IRTM), i un detector de vapor d'aigua atmosfèric (Mars Atmospheric Water Derector, MAWD). Estaven muntats en una plataforma orientable que se situava a la base de l'orbitador, de manera que els panells solars mai perdessin el sentit dels rajos del Sol. L'instrumental científic tenia una massa total aproximada de 72 kg:
- VIS o Visual Imaging System (Sistema d'Imatge Visual) es componia de dues càmeres idèntiques, cadascuna amb un telescopi de tipus Cassegrain de 755 mm de distància focal, un obturador, un tub Vidicon i un disc portafiltres de sis sectors. El camp visual de cada càmera era d'1,5º x 1,7º, proporcionant imatges de fins a 1.886 km² per a una distància de 1500 km en el periastre.

- IRTM o Infra-Red Thermal Mapper (Mapeador Tèrmic Infraroig) era un radiòmetre amb 28 canals que funcionava en el infraroig, constituït per quatre telescopis amb sistemes de filtrat i amb set detectors sensibles a un cert camp espectral cadascun.

- MAWD o Mars Atmospheric Water Detector (Detector d'Aigua Atmosfèrica de Mart) era un espectròmetre infraroig de cinc camps de longituds d'ona situats a la regió de la banda d'absorció del vapor d'aigua; aquest instrument hauria de mesurar igualment la proporció de la radiació solar incident en l'atmosfera marciana, amb el que es determinaria la quantitat de vapor d'aigua travessada per la radiació.

- Chryse Planitia.
- Antic flux d'aigua a la regió Maja Valles.
- "Illes" formades per antics corrents d'aigua en Maja Valles.
- Valls marcianes captades per les sondes.

## Sonda d'aterratge:Viking Lander

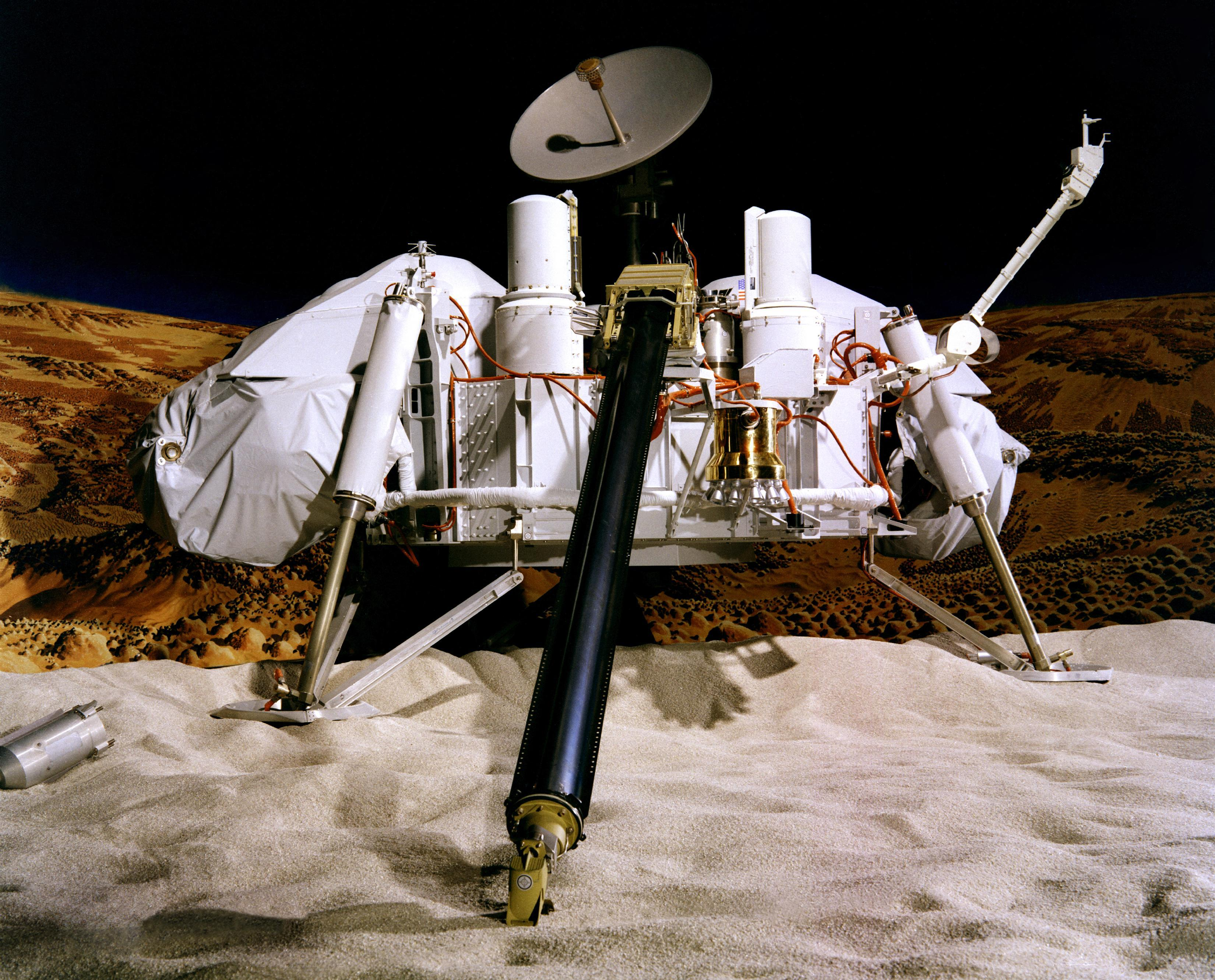
Model de la sonda d'aterratge Viking.

La sonda Viking Lander I, o VL-1, secció d'aterratge que venia conjuntament amb la sonda orbital Viking Orbiter I, va ser la segona sonda espacial que va aterrar en Mart amb èxit, el 20 de juliol de 1976 (la primera va ser la nau russa Mars 3 el 1971, encara que es va perdre la comunicació als pocs segons de posar-se sobre el planeta). El 3 de setembre de 1976 faria el propi la sonda Viking Lander II, o VL-2. Les sondes VL-1 i VL-2, una vegada posades en Mart amb l'instrumental desplegat, es van dedicar a una sèrie d'objectius primaris:
- Estudis atmosfèrics durant el descens i aterratge.
- Observacions del mitjà marcià i meteorològiques a nivell del sòl.
- Anàlisi de la composició del sòl i recerca de matèria orgànica i de vida.

### Estructura de la sonda
La sonda consistia en una base hexagonal d'alumini recolzada en tres potes esteses. La base de les potes formava els vèrtexs d'un triangle equilàter de 2,21 m de costat (vist des d'a dalt). Els instruments estaven subjectes a la part superior de la base, i separats de la superfície del planeta per les potes esteses. Tota la unitat tenia una massa de 657 kg.
Totes les operacions estaven controlades gràcies a l'ordinador de bord, el GCSC o Guidance Control Sequencing Computer (Ordinador Seqüenciador de Control d'Orientació). Tres unitats gestionaven les dades científiques: la DAPU o Data Acquisition and Procesing Unit (Unitat de Processament i Adquisició de Dades), que era l'encarregada de recol·lectar les dades científiques i tècniques convertint-les en dades numèriques per ser posteriorment enviats a la memòria d'emmagatzematge o a la gravadora, o transmetre-les a la Viking Obiter, perquè fossin enviades a la Terra, o directament enviades a la Terra.

### Sistema de propulsió i maniobra de descens
La propulsió estava a càrrec d'un coet monopropel·lent d'hidrazina (N₂H₄) amb
12 sortides disposades en 4 grups de 3, que proveïen 32 N d'embranzida, donant una velocitat vertical de 180 m/s. Aquestes sortides també actuaven com a propulsors de control i rotació per a la secció del Viking disposada a aterrar a Mart.
El descens final i posat sobre la superfície s'aconseguia mitjançant tres motors monopropel·lents d'hidrazina. Els motors tenien 18 sortides per dispersar l'emissió calòrica i minimitzar els efectes sobre la superfície del planeta. Podien ser regulats, per passar de 276 N a 2.667 N. La hidracina era purificada per evitar contaminar la superfície marciana. El Viking Lander portava 85 kg de propel·lent al moment de llançament, que estaven emmagatzemats en dos tancs esfèrics de titani. El control de la VL s'aconseguia amb una unitat interferencial de referència, quatre giroscopis, un aero-desaccelerador, un altímetre de radar, un radar de descens i aterratge, i els propulsors de control d'actitud.

### Sistema d'alimentació
L'energia era proveïda per dos generadors tèrmics radi-isotòpics (anomenats RTG, en anglès), que contenien plutoni 238. Cada generador media 28 cm d'alt, 58 cm de diàmetre i tenia una massa de 13,6 kg. Generaven 35 W continus, operant a 4,4 volts. També comptava amb bateries recarregables de 28 volts de níquel-cadmi, per proporcionar pics de corrent suplementari de 70 W.

### Comunicacions

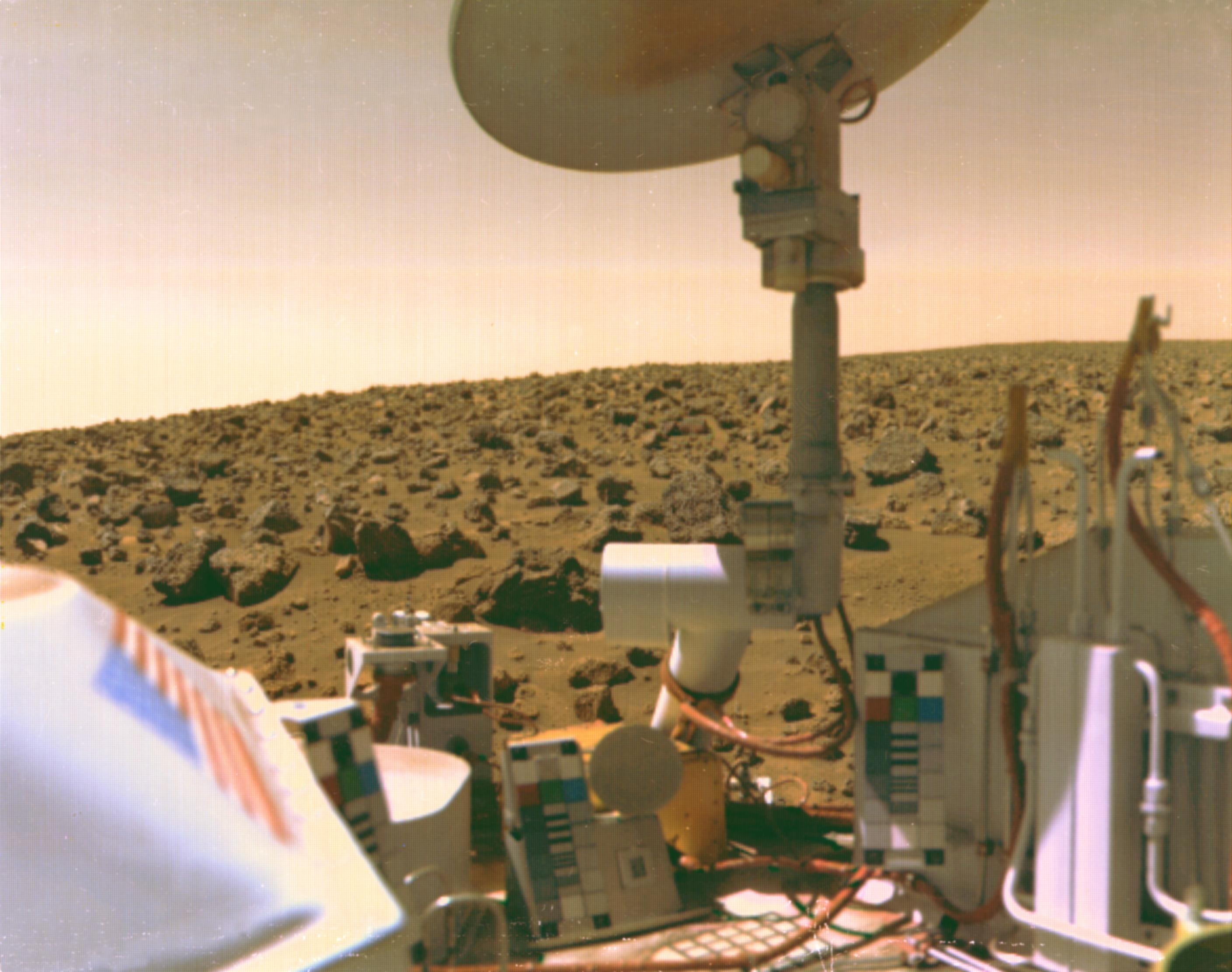
Vista de Mart, des de la Viking Lander I. Es pot apreciar l'antena parabòlica d'alt guany en la part superior, i el filtre de colors per a les càmeres, a baix a la dreta.

La comunicació s'aconseguia a través d'un transmissor de banda S de 20 W, i per mitjà de 2 TWTAs de 20 W. Una antena parabòlica manipulable al llarg de dos eixos estava muntada prop de la vora de la base de la nau.
Una antena omnidireccional de banda S també s'estenia des de la base. Ambdues antenes permetien una comunicació directa amb la Terra. Una antena UHF de 381 MHz permetia una comunicació en un sentit cap a l'orbitador, usant una ràdio de 30 W. El magatzematge de dades es donava en un gravador de cinta de 40 Mbit, i l'ordinador de la VL podia emmagatzemar fins a 6.000 paraules en ordres i procediments.

### Instruments científics

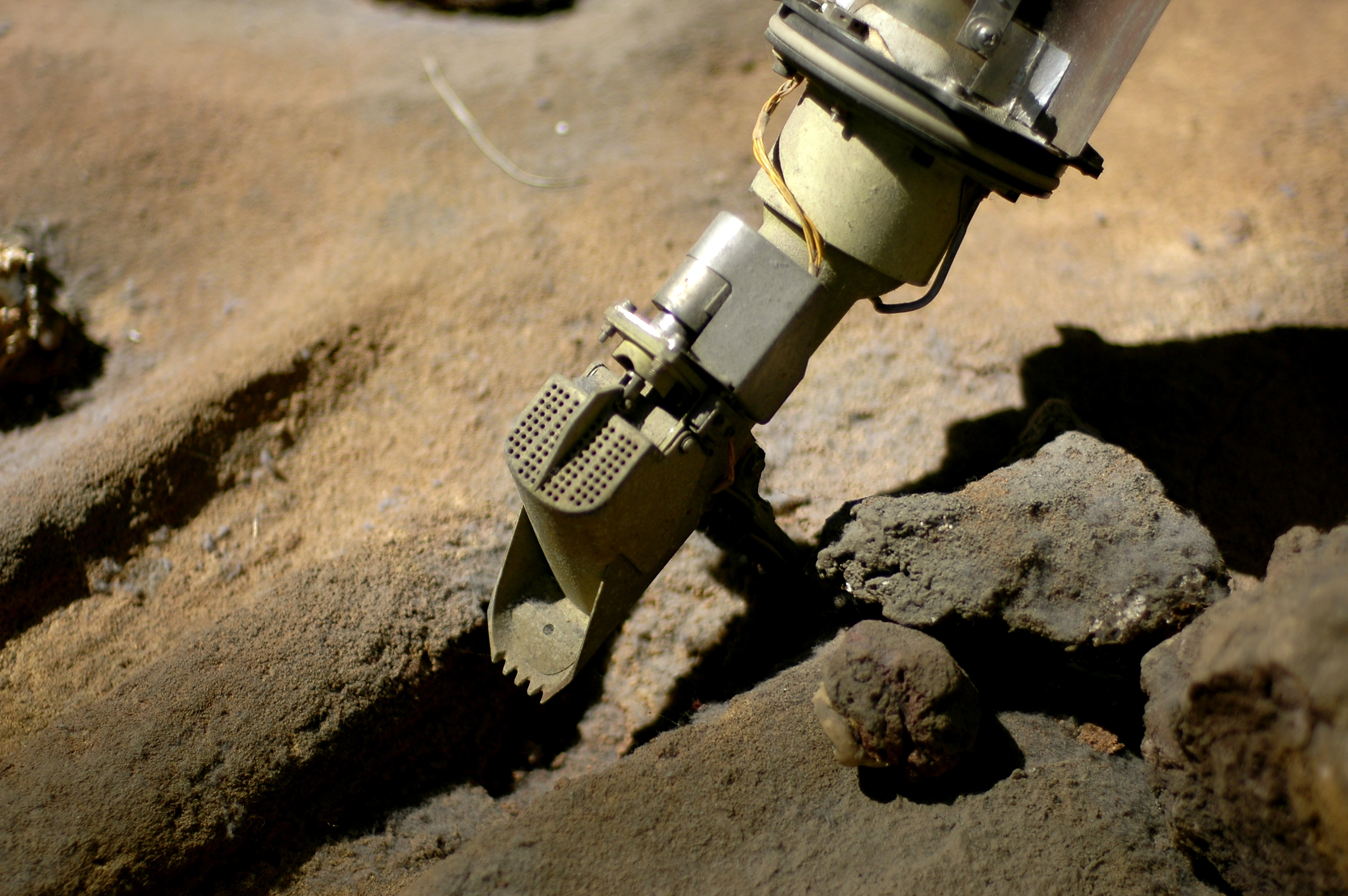
Detall del braç robòtic per a la recollida de mostres. En l'extrem pot albirar-se la pala, i en la part superior (centre de la imatge) el tamís. El braç podia girar 180° per poder abocar les mostres en els embuts de recollida per als experiments.

Abans que les Viking Lander (I i II) es posessin sobre la superfície marciana, ja havien començat l'experimentació científica. Durant el descens, les sondes van observar i van mesurar l'atmosfera i ionosfera marciana. Durant aquesta fase, van funcionar tres instruments:
- RPA o Retarding Potencial Analyzer (Analitzador de Potencial Retardador) mesurava la distribució dels electrons del vent solar i dels fotoelectrons ionosfèriques, les temperatures dels electrons en la ionosfera, la composició, la concentració i la temperatura dels ions positius i la interacció del vent solar amb l'alta atmosfera.
- UAMS o Upper Atmosphere Mass Spectrometer (Espectròmetre de Masses de l'Alta Atmosfera), analitzava la composició molecular de l'atmosfera. Proporcionava una anàlisi quantitativa i qualitatiu de tots els gasos elèctricament neutres, amb un pes molecular inferior o igual a una massa atòmica de 50. També mesurava la seva abundància isotòpica.
- LASE o Lower Atmospheric Experiment (Experiment de Baixa Atmosfera), el qual establia perfils verticals (densitat, pressió i temperatura) de l'atmosfera, des de 90 km d'altitud fins a la superfície.

Una vegada posat el Viking Lander sobre Mart, es van desplegar la resta d'instruments de bord. Les 2 càmeres proporcionaven imatges de la superfície. Les fotografies (a color) eren el resultat de la combinació d'ambdues càmeres per l'escombratge de centenars de línies en blau, vermell i verd. Per a les propietats físiques del sòl es van utilitzar mètodes simples, com la duresa, analitzada gràcies a l'enfonsament dels patins de les potes de la sonda. Dos parells d'imants estaven col·locats en el sistema de presa de mostres, separant els minerals magnètics de la resta; altres imants col·locats sobre el metall dels RTG capturaven la pols carregada magnèticament. El Viking Lander a més estava proveït de tres sismòmetres miniatura solidaris de l'estructura de l'aterrador per a la mesura de moviments sísmics.
Per a les mesures meteorològiques es van usar sensors col·locats a la part alta d'un masteler alçat després de l'aterratge. Les temperatures es mesuraven per mitjà de tres termoparells. Un anemòmetre, constituït també per un termoparell, s'encarregava de la velocitat del vent i la seva direcció. Igualment, un sensor de temperatures se situava en el sistema de presa de mostres, per aconseguir establir perfils de temperatura en les proximitats del sòl. El sensor de pressió estava col·locat sota l'estació, i anava mesurant les variacions de pressió conforme l'aparell descendia fins a la superfície.
Per a la recollida de les mostres del sòl, les sondes disposaven d'un sistema de recollida de mostres, constituït per una pala al final d'un braç robòtic articulat de 3 metres de longitud amb la qual es podien cavar petites rases al voltant de la sonda. El braç trituraba les mostres i les passava per un tamís, situat en la part final del mateix, per després portar aquestes mostres als compartiments específics per als experiments, sota uns embuts situats en el cos principal de la nau. Per analitzar la composició del sòl es va tractar de determinar el contingut en elements químics i la identificació de la composició molecular. El XRFS o X-Ray Fluorescent Spectrometer (Espectròmetre de Fluorescència X) era l'encarregat dels elements químics, mentre que el GCSM o Gas Chromatograph Mass Spectrometer (Espectròmetre de Massa en Fase Gasosa) l'era per a les anàlisis moleculars i concentracions de gas, orgànics o inorgànics.

### Resultats dels experiments
Es va determinar que el principal constituent neutre de l'alta atmosfera és el diòxid de carboni CO₂; el nitrogen només representa un 6% de la quantitat de CO₂, i l'oxigen molecular O₂ un 0,3%. La presència de nitrogen és molt important perquè aquest gas és considerat com un factor determinant per a l'existència d'algun tipus de forma de vida.
Les mesures meteorològiques eren efectuades dotze vegades al dia. Van posar en evidència valoris mitjans de les temperatures diürnes que oscil·laven entre -85 °C (en la posta del sol) fins a -29 °C (al migdia), variacions diàries de pressió de l'ordre de 0,2 mbar (per a una pressió mitjana de 6 mbar), i velocitats de vent que arribaven als 8 m/s (28,8 km/h) (durant el dia).
En teoria, els sismómetros van haver de registrar els moviments del sòl, però a causa de la sensibilitat de les estacions al vent, així com les vibracions dels instruments, l'origen dels registres mai va quedar clarament establert.
El sòl de Mart és relativament dur, existint en alguns llocs una escorça de diversos centímetres d'espessor que recobreix un nivell més tou, i que una part dels materials de la superfície conté minerals magnètics. El XRFS va afirmar la presència de ferro, calci, sílice, alumini i titani en les mostres del sòl recollides pel braç mecànic. El GCMS, per a les anàlisis moleculars i de gasos, va determinar que la proporció d'argón 36/argón 40 en l'atmosfera marciana era molt inferior al de l'atmosfera terrestre, demostrant que aquest planeta no ha tingut una desgasificación tan important com la Terra; aquest instrument no va trobar complexos orgànics suficients (menys d'una part per milió) per afirmar algun procés biològic, pressuposant a més que l'aigua oposada s'associava a certs minerals.
- Primera imatge obtinguda de la superfície de Mart de la història.
- Panorama marcià on poden albirar-se núvols en el cel.
- Dunes al lluny, i rases escavadas per la VL-1 per a les mostres de sòl.
- Fosquejar en Mart.

- Panorama gelat a Utopia Planitia (és visible el gebre sobre la terra i a la base de les roques).
- Més gel a Mart.
- S'observa una de les potes del mòdul de descens, unes marques de la pala, i una tapa de protecció del sistema de mostres, ejectada (d'uns 20 cm).

## Experiments biològicsViking: la recerca de la vida a Mart
Un dels motius principals per a l'enviament de l'aterrizador marcià era la recerca recurrent de la vida a Mart. Per a això, les sondes Viking que es van posar sobre la superfície portaven el Biology Instrument, un contenidor d'experiments, tres exactament; el Pyrolytic Release Experiment, el Labeled Release Experiment, i el Gas Exchange Experiment.

### Pyrolytic Release Experiment
Aquest experiment es basava en el principi de l'assimilació del carboni, que estableix que la matèria viva fixa el carboni de l'atmosfera mitjançant fotosíntesi. Prèviament es procedia a esterilitzar una part de la mostra durant tres hores a 160 °C. Les mostres eren incubades durant cinc dies sota una llum artificial (sense ultraviolada). Després, per tornar a col·locar les mostres obtingudes en les condicions naturals del mitjà marcià, s'introduïa en la càmera d'incubació CO₂ marcat al carboni 14. Després del període d'incubació la temperatura del contenidor era elevada fins als 650 °C amb l'objectiu de pirolizar tota la matèria orgànica. A continuació s'introduïa heli per a la transferència de la fase de vapor per mitjà d'un filtre, analitzant-se la resta de grups volàtils mitjançant un detector de radiacions, de manera que es pogués detectar el carboni 14 que podia haver estat fixat per la matèria orgànica. Es comparaven les mostres, esterilitzada i no esterilitzada, per mesurar la radioactividad. Si els resultats eren iguals, es pressuposava que no hi havia cap agent biològic; si era diferent, es podria admetre la presència de matèria orgànica que hagués alterat el resultat.

### Labeled Release Experiment
El Labeled Release Experiment es basava en el concepte de la assimilació de molècules orgàniques, com aminoàcids, per microorganismes presents en les mostres de sòl; després de l'assimilació, es produirien una sèrie de gasos que continguessin una part del carboni present en les molècules orgàniques. Per a això es procedia a la col·locació en una incubadora de les mostres amb atmosfera marciana. A aquesta mostra se li afegiria un agent líquid nutritiu (amb formiats, lactats i aminoàcids) marcat al carboni 14. Si durant l'experiment existís un augment en la radioactividad de l'atmosfera de la incubadora, calia pensar que era el resultat de l'emissió de gasos marcats al carboni 14 produïts per l'assimilació de la matèria nutritiva pels microorganismes marcians.

### Gas Exchange Experiment
Aquest altre experiment es fonamentava en el principi d'intercanvis entre la matèria viva i l'atmosfera, i en la presència de matèria nutritiva en el sòl. La mostra se li afegia, dins de la incubadora, d'un agent nutritiu no marcat i d'una barreja gasosa d'heli, criptó i diòxid de carboni. En l'experiment s'analitzava les mostres de la barreja gasosa en una columna cromatrográfica, de manera que pogués ser detectat un eventual augment de concentració en diòxid de carboni, en CH₄, i en nitrogen, que indicaria una assimilació de la matèria nutritiva per matèria viva.

### Anàlisi dels experiments biològics
Després d'analitzar els resultats dels experiments biològics la comunitat científica va ser reservada per qualificar que algun procés biològic existia en la superfície de Mart. Es van realitzar tres experiments; en el primer es va usar una mostra de 0,1 g del sòl recollida pel braç mecànic introduint-la en la incubadora. Aquest experiment es tractava del Pyrolytic Release Experiment. Després de realitzar l'experiment, en el qual se simulaven les condicions marcianes sense raigs ultraviolats, s'afirmaria la presència d'agents biològics detectant la fotosíntesi dels possibles microorganismes. L'analitzador va detectar la presència d'emanacions gasoses de compostos carbonáceos que en principi es tractaven de diòxid de carboni i, en una mostra bessona esterilitzada, no es va donar tal circumstància. Per tant, el resultat va ser positiu per a la presència d'éssers vius.
En el segon experiment, que es tractava del Labeled Release Experiment, es va usar per a la mostra un brou orgànic perquè els possibles microorganismes existents en aquesta mostra emetessin diòxid de carboni a causa del metabolisme d'aquest compost. Aquest resultat va ser en principi negatiu, ja que en la mostra escalfada no va aportar cap resultat vàlid.
En l'últim experiment, el Gas Exchange Experiment, es va tractar de buscar metabòlits orgànics, tals com el metà, després d'aportar a la mostra nutrients orgànics amb marcat al carboni 14. El resultat va ser probablement positiu, ja que es va trobar una variació en el nitrogen després d'estar observant la mostra durant 200 dies, a part d'un evident despreniment de oxigen i diòxid de carboni.
Els científics van determinar llavors, no amb total convenciment, que la presència de vida en Mart era inexistent. Es van basar que els resultats del primer i tercer experiment, que van donar positiu, es podien explicar gràcies a processos químics i geològics. En el cas del segon experiment, que va donar negatiu, els científics van argumentar que potser l'analitzador era massa poc sensible per detectar traces orgàniques en tan poca quantitat.
Finalment van explicar que potser la millor forma de trobar agents biològics en Mart seria excavant a una certa profunditat del sòl, ja que els letals rajos ultraviolat destruirien qualsevol tipus de vida (la capa d'ozó no existeix en Mart).
Molt més recentment, s'ha argumentat que les sondes Viking van poder no solament ser incapaços de detectar la vida en Mart i, sobretot, que els científics podrien no haver sabut interpretar les dades que aquestes van transmetre, sinó que a causa dels múltiples experiments les sondes van poder haver acabat amb la vida existent en les mostres, ja que els possibles microorganimos marcians no respondrien igual que els terrestres als processos químics als quals se'ls hauria exposat.

## Mapa de Mart
El següent mapa d'imatge del planeta Mart conté enllaços interns a característiques geogràfiques destacant les ubicacions de Rovers i mòduls de descens. Feu clic en les característiques i us enllaçarà a les pàgines dels articles corresponents. El nord està a la part superior; les elevacions: vermell (més alt), groc (zero), blau (més baix).